# Ernesto Aguiar
Ernesto Aguiar Rodríguez, né le 26 février 1961, est un homme politique espagnol membre du Parti populaire (PP).
Il est élu député de la circonscription de Santa Cruz de Tenerife lors des élections générales de juin 2016.

## Biographie

### Vie privée
Il est marié et père de deux enfants.

### Profession
Ingénieur spécialisé en dessin technique, il est diplômé de l'Institut polytechnique Virgen de Candelaria de Tenerife et exerce à son compte en tant qu'entrepreneur dans la construction.

### Sur la scène politique régionale
Il adhère au Parti populaire en 1994 et est choisi l'année suivante comme vice-secrétaire à la Formation du PP des îles Canaries. Il concourt lors des élections municipales de mai 1995 sur la liste du parti dans la commune de Breña Baja et fait son entrée au conseil municipal en 1996. Lors des élections locales de juin 1999, il est élu conseiller au cabildo insulaire de La Palma et est chargé du domaine de l'Environnement après un pacte entre le PP et la Coalition canarienne de José Luis Perestelo.
Délégué de l'Institut technologique des Canaries sur les îles de La Palma, La Gomera et El Hierro, il est investi en troisième position sur la liste de Gabriel Mato, présentée dans la circonscription de La Palma à l'occasion des élections canariennes de mai 2003. Il devient cependant député au Parlement des Canaries en mars 2004 après la démission de Carlos Cabrera, élu au Congrès des députés. Vice-président de la commission du contrôle parlementaire de la télévision publique régionale, il siège à la commission de l'Agriculture, de l'Élevage et de la Pêche, à celle de l'Économie et du Commerce ainsi qu'à celle des Travaux publics, du Logement et des Eaux. Après son mandat, entre 2007 et 2010, il exerce les fonctions de directeur général au Développement rural du gouvernement des Canaries,.

### Député au Congrès
En vue des élections générales de novembre 2011, il est investi en troisième position sur la liste de Pablo Matos dans la circonscription de Santa Cruz de Tenerife. Il obtient un mandat parlementaire au Congrès des députés après que la liste a remporté quatre des sept sièges en jeu. Il est alors choisi comme porte-parole adjoint de la commission de l'Équipement et siège à la commission du Règlement et à celle de la Sécurité routière et des Déplacements durables. En novembre 2014, il est promu porte-parole titulaire à la commission de l'Équipement. Il abandonne son mandat en juin 2015 après sa nouvelle élection au Parlement des Canaries et est remplacé par Ofelia Reyes Miranda. Il est notamment secrétaire de la commission de la Politique territoriale, de la Durabilité et de la Sécurité.
Non candidat lors des élections législatives de décembre 2015, il fait sa réapparition à la troisième position sur la liste d'Ana Zurita pour le scrutin anticipé de juin 2016, et signe son retour au palais des Cortes. Il est remplacé au Parlement des Canaries par Zacarías Gómez. Porte-parole adjoint à la commission de l'Agriculture, de l'Alimentation et de l'Environnement, il est le deuxième vice-président de la commission des Politiques d'intégration du handicap.